# 瓦薩瓦西區
瓦薩瓦西區（西班牙語：Distrito de Huasahuasi），是秘魯的一個區，位於該國中部胡寧大區的塔爾馬省，始建於1857年1月2日，面積652.15平方公里，海拔高度2,751米，2005年人口13,436，人口密度每平方公里21人。